# Thunbergia cynanchifolia
Thunbergia cynanchifolia är en akantusväxtart som beskrevs av George Bentham. Thunbergia cynanchifolia ingår i släktet thunbergior, och familjen akantusväxter. Inga underarter finns listade i Catalogue of Life.